# Zele Jakab

A szentbalázsi Szele család címere

Szentbalázsi Zele Jakab (néhol: Szele Jakab) (fl. 1538–1571), nagykanizsai kapitány, Zala megyei hadak kapitánya, Zala vármegye adószedője, földbirtokos.

## Élete
A Zala vármegyei ősrégi nemesi származású szentbalázsi Zele családnak a sarja. Apja szentbalázsi Zele János (fl. 1503–1517), földbirtokos, anyja a Hahót nemzetségbeli Csány Katalin (fl. 1515). Az apai nagyapja szentbalázsi Zele Antal (fl. 1473–1513), Zala vármegye alispánja, földbirtokos volt. Az anyai nagyapja Csány Balázs (fl. 1475–1532), királyi tanácsos, Zala vármegye alispánja, országgyűlési követe, erdélyi sókamara ispánja, földbirtokos. Zele Jakabnak két fivére volt: Zele Péter (fl. 1548) és Zele Pál (fl. 1562–1564). Az apai nagybátyja szentbalázsi Zele Balázs (fl. 1484–1503), zalavári várnagy, földbirtokos, akinek a hitvese nádasdi Nádasdy Zsuzsanna, Nádasdy Ferenc (fl. 1494–1541), nagykanizsai várkapitánynak a lánya. Zele Balázsné Nádasdy Zsuzsanna fivére báró nádasdi és fogarasföldi Nádasdy Tamás (1498–1562) a Magyar Királyság nádora volt. Zele Jakabnak az elsőfokú unokatestvére szentbalázsi Zele Erzsébet (fl. 1531), akinek a férje Zichy Rafael (fl. 1531–1584), Zala vármegye alispánja, földbirtokos volt. Zele Jakabnak a nagynénje szentbalázsi Zele Erzsébet, akinek a férje konschinai Konszky Péter (fl. 1506–1529), szlavóniai ítélőmester, földbirtokos, aki 1515. február 21-én címeres levelet szerzett.
Zele Jakab testvérei közül legjelentékenyebb szerepre jutott Nádasdy Tamás nádor familiárisaként. Fiatal korában a vagyoni viszonyai rendezésével volt elfoglalva. 1538-ban még ő panaszkodott nagybátyja ellen, Szele Balázs ellen Vasvármegye ítélőszéke előtt a miatt, hogy ez tőle Szentbalázson 3 hold földet hatalmasul elfoglalt, de csakhamar maga is próbát tett az erőszakos vagyonszerzéssel és Zele Péter testvérével együtt Háshágyi Ferencnek molnári, szerdahelyi és szentmihályi jószágain hatalmaskodott. Ennek következménye azonban a királyi kúria előtti hosszas per és főbenjáró ítélet lett. Végre mégis egyezségileg elsimult a dolog és 1548-ban Háshágyi Ferenc a Szele fivérek iránti atyafiságos (fraternalis) szeretetből bizonyos feltételek alatt lemondott követeléseiről és jogairól.
A Szele család Szentmihályon kegyúri jogokat is gyakorolt. Ezt Jakab úr nagyon gyakorlatias módon fogta fel. Midőn az ottani plébános hirtelen végrendelet nélkül elhalt, a hagyatékát egyszerűen a maga részére foglalta el. 1556 tavaszán, Terjék Tamás lemondása után, ő tárgyalt a jelöltekkel, és javaslatára, a saját és a nádor unokaöccse, Zele Jakab lett a  nagykanizsai várnak tiszttartója. 1555-ben Zala vármegye adószedője is volt. Panaszkodott, hogy az adópénzt nem adják meg, és őt az urának, Nádasdy Tamás nádornak való szolgálatáért halálra gyűlölik. Szele Jakab ugyan már 1556. január 2-án kérte a nagykanizsai vár építkezéshez a megye segítségét, indokolva, hogy ahhoz a vár tartománya kevés, de mint látjuk a kérésnek nem mindenkinél volt foganatja. 1556. januárban még a folytatást tervezték, ekkor Szele Jakab beszámol az építkezésről és pallért kér a további munkákhoz. Az építkezések a hadi események után folytatódtak. 1558-ban még mindig nagyszabású munkák folynak. Zele Jakab 1559. januárjában összegzi az elvégzetteket.
1557-ben rokonával, Szele Jánossal jut nagy viszálykodásba. Panaszkodik az anyai nagybátyjának, Csányi Ákosnak, hogy elbúsult Zele János hitvány erkölcse miatt, amellyel rajta és jobbágyain károkat cselekszik. 1560 szeptember 26-ikán Batthyány Ferenc írt neki azon panasz folytán, hogy Zele Jakab a dézsmát törvénytelenül szedte be, mert előbb a földesúr szedi az adót s csak azután szabad dézsmálni. Kérte tehát, mint barátját, hogy legyen e nélkül, mert bizony nem engedi senkinek, hogy szegény árvák jószágán valami új törvényt költsön valaki. 1564-ben osztályos atyafiaival Pállal, Jánossal és Boldizsárral együtt Miksa magyar királytól a zalamegyei családi birtokokra, Szentbalázsra, Kisfaludra, Zelefalvára másképpen Zelechre, továbbá Túr pusztára a kökényesi részbirtokra és Darócz pusztára Miksa királytól új adománylevelet és a kapornaki konventhez szóló beiktató parancsot eszközölt ki. Az adomány-levélbe bele foglaltattak Jakab fiai István, Farkas és Tamás, Pál fia János, továbbá János fiai Tamás, László és Ferenc is.
Ezek az erődítési munkák szakadatlanul folytak, így előbb Zele Jakab tiszttartó irányításával 1567 tavaszáig, majd az azt követő évtizedben is. Zele Jakab 1558-ban keltezett levele szerint: az építőmunkások a palánkfalak és a bástyák földdel való feltöltésén dolgoztak, de helyeket" is kialakították. Gersei Petho Péter 1566 és 1571 között Zala vármegye alispánja előbb Háshágyi Imrével, majd Zele Jakabbal.

## Házassága és leszármazottjai
Jakab alkalmasint kaposmérei Mérey leányt bírt feleségül. A már említett három fián kívül Zsófia nevű leánya is volt, a ki szentgyörgyvölgyi Bakacs Lukácsnak nejévé lőn, s a kinek jussán a Szele család régibb iratainak egy része is a vizeki Tallián családnak birtokába jutott.